# Внезапный удар
«Внезапный удар» (англ. Sudden Impact) — кинофильм, боевик режиссёра и продюсера Клинта Иствуда из серии о детективе по прозвищу «Грязный Гарри». Известен крылатым выражением «Валяй, порадуй меня!» (англ. Go ahead, make my day), произносимым Грязным Гарри в начале фильма.

## Сюжет
Детектив Гарри Каллахан, известный под прозвищем Грязный Гарри, расследует загадочное дело об убийстве. Его методы очень не нравятся мэру Сан-Франциско, и Гарри отправляют в вымышленный городок Сан-Пауло, где проживала одна из жертв расследуемого дела. Там Гарри выходит на след Дженнифер Спенсер. Она убивает мужчин, когда-то принявших участие в зверском изнасиловании её самой и её младшей сестры, причём сначала стреляет в гениталии, а затем — в голову. Гарри прибывает на место, но его не ждёт тёплый приём со стороны полицейских Сан-Пауло. Наслышанные о жестоких методах Каллахана, они только и ждут, чтобы Гарри покинул их городок.

## В ролях
- Клинт Иствуд — Гарри Каллахан
- Сондра Лок — Дженнифер Спенсер
- Пэт Хингл — капитан Дженнингс
- Бредфорд Диллман — капитан Бриггс
- Пол Дрейк — Мик
- Одри Нинэн — Рэй Паркинс
- Джек Тибо — Крюгер
- Майкл Кёрри — лейтенант Доннелли
- Альберт Попвелл — Хорас Кинг
- Марк Кейлаун — офицер Беннетт
- Кевин Ховард-старший — Хоукинс
- Бетт Форд — Ли
- Нэнси Парсонс — миссис Крюгер
- Джо Беллан — детектив Бёрли
- Венделл Веллман — Тайрон